# Svanskog
Svanskog è un'area urbana della Svezia situata nel comune di Säffle, contea di Västra Götaland.
La popolazione rilevata nel censimento 2010 era di 510 abitanti .